# Palacio de los duques de Villahermosa (Fréscano)
El palacio de los duques de Villahermosa se encuentra situado en la localidad zaragozana de Fréscano

## Historia
El palacio de los duques de Villahermosa es un edificio muy característico de Fréscano. En el siglo X existía ya en este lugar un castillo que con posteriores reformas le llevaron a convertirse en palacio actual, obra del siglo XVI.  En origen era, junto con la iglesia de Nuestra Señora del Pilar, un único conjunto, correspondiente al castillo medieval. A su alrededor se edificaron diversas casas que estaban habitadas por los siervos que trabajaban para los dueños del palacio. Al estar situado al límite con la provincia de Soria y Navarra, ha cambiado de manos en reiteradas ocasiones debido a los conflictos fronterizos. Este palacio tenía un patio central de caballerizas, de donde partía una escalera monumental que daba acceso a una galería con arcos desde donde se distribuían las habitaciones del palacio. En el castillo existía una ventana, aún conservada, por la cual los duques de Villahermosa podían escuchar la misa sin tener que mezclarse con el resto del pueblo. Fue reformado en el siglo XVII, de forma que el castillo se convirtió en palacio por cuestiones de habitabilidad, ya que lo utilizaban principalmente en verano, donde practicaban una de sus aficiones: la caza. En el siglo comienzo del siglo XXI se encontraba en manos de dos entidades privadas y en bastante mal estado de conservación. A partir del 22 de mayo de 2008 el Hospital de Borja dona al Ayuntamiento de Fréscano la parte que le pertenecía con el fin de posibilitar la inmediata rehabilitación. La parte del palacio, de propiedad municipal ha sido restaurada por el ayuntamiento abriéndose en 2015 un museo de arqueología local.

## Descripción
Este gran edificio ocupa la manzana central del núcleo, uno de cuyos lados está ocupado en parte por la iglesia, que forma parte del conjunto. Tiene planta rectangular y torreones en los ángulos, presenta diversas fachadas, tres en concreto, y el interior se desenvuelve en torno a un gran patio central. Las fachadas son muy sobrias con distribución ordenada de huecos. La meridional se encuentra entre los dos torreones y presenta cuatro alturas, de las que la primera corresponde a un bajo semisótano y la superior al ático. Una imposta ordena la fachada y la divide en dos partes según su altura. El resto del muro, de ladrillo, es de gran simplicidad rematado en la cornisa también cerámica protegido por moldura de yeso, perdida en gran parte. La portada es de sillería adintelada, con despiece adovelado. Se conserva una reja de forja en un hueco del torreón oriental. Los vanos de la planta superior, verticales pero sin balcones y con dintel de sardinel, conservan las carpinterías primitivas.
La fachada oriental, que se prolonga con la de la iglesia, presenta un aparejo mixto de ladrillo - en machones y verdugadas- y tapial, así como menor proporción de huecos y la cornisa aparente con filas de esquinillas y listeles. La fachada septentrional, en prolongación de los pies de la iglesia es más moderna y se basa en una estructura reticular de ladrillo con cajones de mampostería y alero de yeso en forma de escocia.
En el interior se encuentra el paso o zaguán, con forjado de rollizos de madera con molduración gótica tardía, que da acceso al gran patio, del que se conservan, parcialmente destruidos y tabicados las alas sur y oeste; el ala oriental está formada por el muro de la epístola de la iglesia, y en el norte observamos en su estructura la parte posterior del palacio.
La planta baja del patio está formada por columnas de sillería, compuestas por basa, fuste liso y capitel dórico; sobre ellos se disponen las zapatas de madera en forma de voluta que sostienen las vigas de madera; en la planta alta corre -en el lado oeste- una esbelta galería de arcos de medio punto de ladrillo sobre columnas dóricas de piedra que apoyan sobre las pilastras de un antepecho de ladrillo en cuyos paños se disponen óculos; en el ala sur las columnas de piedra han sido sustituidas por pilastras de ladrillo y todos los arcos se encuentran cegados. El alero es de madera con canes decorados. Los salones del interior presentan mal estado de conservación.